# دارين يونغ (لاعب كرة قدم بريطاني)
دارين يونغ (بالإنجليزية: Darren Young)‏ (13 أكتوبر 1978 بغلاسكو في المملكة المتحدة - ) هو مدرب كرة قدم ولاعب كرة قدم بريطاني في مركز الوسط. شارك مع منتخب اسكتلندا تحت 21 سنة لكرة القدم. أما مع النوادي، فقد لعب مع دونفرملين أثلتيك وكوين أوف ساوث ونادي أبردين ونادي دندي ونادي ألوا أثليتيك ونادي ألبيون روفرز ونادي غرينوك مورتون.

## وصلات خارجية
- دارين يونغ على موقع قاعدة بيانات كرة القدم.إي يو (الإنجليزية)
- دارين يونغ على موقع Soccerbase.com (لاعب) (الإنجليزية)